# Kelme
Kelme es una marca española fabricante de calzado, ropa deportiva y otros productos relacionados con el deporte con sede central en Elche, Alicante, y almacén logístico en Ribarroja del Turia, Valencia.
Nació en 1963 de la mano de los hermanos Diego y José Quiles. Su logotipo está representado por una huella.
Tiene una fuerte proyección internacional, contando con oficinas y almacenes en Europa (Alemania, Benelux, Italia, Chipre y España); en América (Estados Unidos, Panamá, Chile, Argentina y Brasil), y en otros estados como Moldavia, Japón, Rusia y Bielorrusia.
En 1980 se creó el equipo ciclista Kelme, que estuvo dirigido por José Quiles hasta 2004, cuando se hizo cargo del mismo el Gobierno de la Comunidad Valenciana. Llegó a convertirse en el conjunto decano del pelotón internacional y sus éxitos deportivos fueron numerosos.
Los Juegos Olímpicos de Barcelona de 1992 supusieron un gran escaparate para la marca, ya que durante este acontecimiento fue Proveedor Oficial del Equipo Olímpico Español.

## Secciones deportivas
Kelme patrocina o ha patrocinado a varios clubes deportivos, como el Kelme Club de Fútbol, el Elche C. F. durante muchos años, al R. C. D. Espanyol, al L. D. Alajuelense de Costa Rica, y el último campeón de la Scotiabank Concacaf League, el Comunicaciones F. C. de Guatemala. También, al Real España de Honduras y al Xelajú de Guatemala. Además, el equipo profesional de ciclismo Kelme, el equipo profesional de atletismo o el Kelme Club de Tenis.